# Johannes Steenstrup

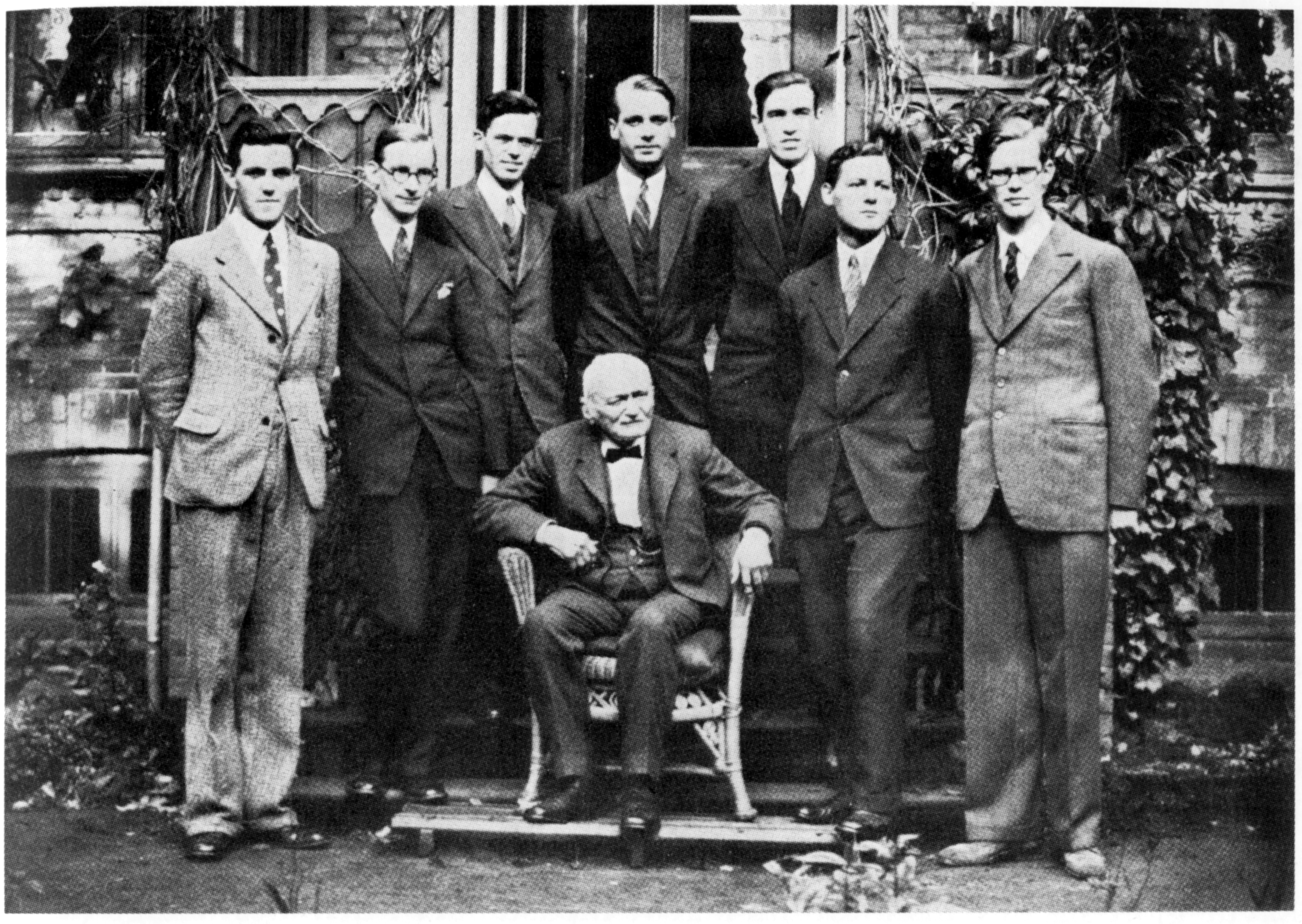
Johannes Steenstrup (sittande) med några av sina studenter hösten 1934.

Johannes Christoffer Hagemann Reinhardt Steenstrup, född 5 december 1844 i Sorø, död 3 augusti 1935, var en dansk historiker; son till Japetus Steenstrup.
Steenstrup blev juris kandidat 1869 och juris doktor 1882 samt var 1882-1917 professor i historia vid Köpenhamns universitet. Han ägnade sig särskilt åt den äldre medeltiden och danska folkets inre utveckling. Han utgav Studier over kong Valdemars jordebog (1873, med upplysningar om landets förvaltning på 1200-talet), det omfattande verket Normannerne (fyra band, 1873-82), Den danske bonde og friheden (1888; tredje upplagan 1912), Historieskrivningen i Danmark i det 19. aarhundredet (1889) och Vore folkeviser fra middelalderen (1891) samt skildrade forntiden och den äldre medeltiden (till 1241) i "Danmarks riges historie" (I, 1904).
Steenstrup författade även en serie viktiga uppsatser, angående Danmarks inre förhållanden, i "Historisk tidsskrift", däribland Vornedskabet hos den danske bonde, Fæstebondens retsforhold i ældre tid, Nogle undersøgelser om guders navne i de nordiske stedsnavne, Nogle bidrag til vore landsbyers og bebyggelsens historie, vidare Danmarks sydgrænse og herredømmet över Holsten 800-1100 (1900) och Venderne og de danske før Valdemar den stores tid (1900). Några spridda uppsatser samlade han i Fra fortid og nutid (1892), varjämte han utgav översikten Etnografien (1902), Navnebog (1902; andra upplagan 1903, jämte V. Dahlerup), De danske stednavne (1908), Indledende studier over de ældste danske stednavnes bygning (1909) och Statsrettens udvikling gjennem tiderne og nutidens statsforfatninger (1916), Den danske kvindes historie (två band, 1917), Mænds og kvinders navne i Danmark gennem tiderne (1918), Historieskrivningen i det 19. aarhundredet (1921) samt två arbeten om J.C. Jacobsen och hans son Carl.
Steenstrup blev 1882 ledamot av Det Kongelige Danske Videnskabernes Selskab och av Det kongelige danske Selskab for Fædrelandets Historie samt blev ledamot av Vitterhets-, historie- och antikvitetsakademien 1898, av Vetenskaps- och vitterhetssamhället i Göteborg 1900, av Vetenskapssocieteten i Uppsala 1902, av Fysiografiska sällskapet i Lund 1905 och av svenska Vetenskapsakademien 1913. Han var ordförande i Den danske historiske Forening 1897-1919 samt blev hedersdoktor i Lund 1900 och i Caen 1932. Han verkade mycket för närmare samarbete mellan de nordiska universiteten samt för kontakten med de franska universiteten.